# گورستان سرخه دیزج
قبرستان سرخه دیزج مربوط به سده‌های میانه دوران‌های تاریخی پس از اسلام است و در شهرستان ورزقان، بخش مرکزی، دهستتان ازومدل جنوبی، ۵۰ متری شمال غرب روستای سرخه دیزج واقع شده و این اثر در تاریخ ۲۷ اسفند ۱۳۸۷ با شمارهٔ ثبت ۲۶۳۷۵ به‌عنوان یکی از آثار ملی ایران به ثبت رسیده است.